# Алтернативни метал
Алтернативни метал (такође познат као алт-метал или хард алтернатива) је стил рок музике која обично комбинује елементе хеви метала са утицајима свог „родитељског” жанра алтернативног рока, и других жанрова који нису нормално повезани са металом. Алтернативни метал бендове често карактеришу тешки гитарски рифови, мелодични вокали, а понекад оштри вокали, неконвенционални звук у оквиру других хеви метал жанрова, неконвенционалне структуре песама и понекад експериментални приступ хеви метал музици. Термин је био у употреби од 1980-их, иако је дошао у изражаја у 1990-им. То је довело до стварања неколико поджанрова, укључујући и реп метал и фанк метал, који су били под утицајем других истакнутих поджанрова, ну метала, који проширује звук алтернативног метала, обично додајући утицаје из хип хопа, грув метала, гранџа, а понекад и индастријал метала.